# Roquetoire

Roquetoire este o comună în departamentul Pas-de-Calais, Franța. În 1 ianuarie 2022 avea o populație de 1.967 de locuitori.